# Dolichopeza triguttata
Dolichopeza triguttata är en tvåvingeart som beskrevs av Edwards 1933. Dolichopeza triguttata ingår i släktet Dolichopeza och familjen storharkrankar. Inga underarter finns listade i Catalogue of Life.